# Sébastien Roth
Sébastien Roth (Genève, 1 april 1978) is een Zwitsers voormalig voetballer die speelde als doelman.

## Carrière
Roth speelde gedurende zijn loopbaan voor SR Delémont, FC Solothurn, Servette, FC Lorient, Yverdon-Sport, FC Schaffhausen, FC Le Mont en Étoile Carouge.
Ondanks dat Roth nooit een interland gespeeld heeft voor Zwitserland, ging hij mee naar het EK 2004 in Portugal.
Van 2013 tot 2017 was hij keeperstrainer bij Étoile Carouge.